# Vuelta a Colombia 2022
La 72.ª edición de la Vuelta a Colombia (oficialmente: Vuelta a Colombia 2022 - Ministerio del Deporte) fue una carrera de ciclismo en ruta por etapas que se celebró entre el 3 y el 12 de junio de 2022 con inicio en la ciudad de Barranquilla y final en la ciudad de Tunja en Colombia. El recorrido constó de un total de 10 etapas sobre una distancia total de 1427,9 km.
La carrera hizo parte del circuito UCI America Tour 2022 dentro de la categoría 2.2 y fue ganada por el ciclista colombiano Fabio Duarte del equipo continental Medellín-EPM. El podio lo completaron en segundo y tercer lugar respectivamente los también colombianos Hernando Bohórquez del EPM-Scott y Julián Cardona de Sistecredito-GW.

## Equipos participantes
Tomaron la partida un total de 26 equipos, de los cuales 5 son de categoría Continental y 21 equipos aficionados, quienes conformaron un pelotón de 174 ciclistas de los cuales terminaron 101. Los equipos participantes fueron:
| Equipos continentales (5)- Colombia Tierra de Atletas-GW Bicicletas - Team Banco Guayaquil-Ecuador - Team Illuminate - Team Medellín-EPM - Movistar-Best PC Equipos ciclistas aficionados (21)- Alcaldía de La Vega - 4WD - Deluxe - Ampro-Cerveza Andina - Canel's-ZeroUno - CM Team - Construcciones Zea - El Faro Eléctrico - Fundación Depormundo - EBSA Empresa de Energía Boyacá - EPM-Scott - Fuerzas Armadas-Ejército Nacional - Fundación Team Recapi - Fundecom - Multirepuestos Bosa - Goci - Herrera Sport-Ropa Deportiva - Indeportes Boyacá Avanza - Indeportes Tolima es Pasión - Néctar - Indeportes Cundinamarca - Orgullo Paisa - Antioquia - Petrolike - Supergiros-Alcaldía de Manizales - Team Sistecrédito - Team Cartagena-Liciclismo - Nativos Payn |
| |

## Etapas
| Etapa      | Fecha     | Recorrido                          | type                   | Distancia (km) | Ganador              | Líder            |
| ---------- | --------- | ---------------------------------- | ---------------------- | -------------- | -------------------- | ---------------- |
| 1.ª etapa  | 3 de jun  | Barranquilla – Cartagena de Indias | etapa llana            | 123,4          | Luis Carlos Chía     | Luis Carlos Chía |
| 2.ª etapa  | 4 de jun  | Cartagena de Indias – Sincelejo    | etapa escarpada        | 176,7          | Nelson Soto Martínez | Luis Carlos Chía |
| 3.ª etapa  | 5 de jun  | Sincelejo – Montería               | etapa llana            | 116,9          | Luis Carlos Chía     | Luis Carlos Chía |
| 4.ª etapa  | 6 de jun  | Caucasia – Yarumal                 | etapa de montaña       | 158,4          | Óscar Quiroz         | Óscar Quiroz     |
| 5.ª etapa  | 7 de jun  | Yarumal – La Unión                 | etapa de media montaña | 189,1          | Fabio Duarte         | Cristian Rico    |
| 6.ª etapa  | 8 de jun  | Rionegro – La Dorada               | etapa escarpada        | 202,6          | Juan Sossa           | Cristian Rico    |
| 7.ª etapa  | 9 de jun  | Mariquita – Alto del Vino          | etapa de montaña       | 140,4          | Edgar Cadena         | Cristian Rico    |
| 8.ª etapa  | 10 de jun | Sopó – Somondoco                   | etapa de media montaña | 96,3           | Aldemar Reyes Ortega | Fabio Duarte     |
| 9.ª etapa  | 11 de jun | Guateque – Santa Rosa de Viterbo   | etapa de media montaña | 182,2          | Robinson Chalapud    | Fabio Duarte     |
| 10.ª etapa | 12 de jun | Paipa – Tunja                      | cronoescalada          | 41,9           | Rodrigo Contreras    | Fabio Duarte     |

## Desarrollo de la carrera

### 1.ª etapa
| Barranquilla - Cartagena de Indias | etapa llana | (123,4 km) |

| \| Clasificación de la etapa \| Clasificación de la etapa \| Clasificación de la etapa \| Clasificación de la etapa \| Clasificación de la etapa \| \| Ciclista \| Ciclista \| Equipo \| Tiempo \| \| \| ------------------------- \| ------------------------- \| -------------------------------- \| ------------------------- \| ------------------------- \| \| 1.º \| Luis Carlos Chía \| Supergiros-Alcaldía de Manizales \| 2 h 50 min 08 s \| \| \| 2.º \| Juan Alejandro Umba \| Indeportes Boyacá Avanza \| + 0 s \| \| \| 3.º \| Jordan Parra \| Petrolike \| + 0 s \| \| \| 4.º \| Marvin Angarita \| CM Team \| + 0 s \| \| \| 5.º \| Sebastián Novoa \| Movistar-Best PC \| + 0 s \| \| \| 6.º \| Steven Cuesta \| Nativos Payn \| + 0 s \| \| \| 7.º \| Brayan Sánchez \| Team Medellín-EPM \| + 0 s \| \| \| 8.º \| Diego Ochoa \| EPM-Scott \| + 0 s \| \| \| 9.º \| Johan Colón \| Orgullo Paisa - Antioquia \| + 0 s \| \| \| 10.º \| Byron Guamá \| Movistar-Best PC \| + 0 s \| \| |                     |                                  |                 |
| |                     |                                  |                 |
| Fuente: ProCyclingStats |                     |                                  |                 |
| Clasificación de la etapa |                     |                                  |                 |
| Ciclista | Ciclista            | Equipo                           | Tiempo          |
| 1.º | Luis Carlos Chía    | Supergiros-Alcaldía de Manizales | 2 h 50 min 08 s |
| 2.º | Juan Alejandro Umba | Indeportes Boyacá Avanza         | + 0 s           |
| 3.º | Jordan Parra        | Petrolike                        | + 0 s           |
| 4.º | Marvin Angarita     | CM Team                          | + 0 s           |
| 5.º | Sebastián Novoa     | Movistar-Best PC                 | + 0 s           |
| 6.º | Steven Cuesta       | Nativos Payn                     | + 0 s           |
| 7.º | Brayan Sánchez      | Team Medellín-EPM                | + 0 s           |
| 8.º | Diego Ochoa         | EPM-Scott                        | + 0 s           |
| 9.º | Johan Colón         | Orgullo Paisa - Antioquia        | + 0 s           |
| 10.º | Byron Guamá         | Movistar-Best PC                 | + 0 s           |

| \| Clasificación general \| Clasificación general \| Clasificación general \| Clasificación general \| Clasificación general \| \| Ciclista \| Ciclista \| Equipo \| Tiempo \| \| \| --------------------- \| ----------------------- \| -------------------------------------- \| --------------------- \| --------------------- \| \| 1.º \| Luis Carlos Chía \| Supergiros-Alcaldía de Manizales \| 2 h 49 min 58 s \| \| \| 2.º \| Juan Alejandro Umba \| Indeportes Boyacá Avanza \| + 4 s \| \| \| 3.º \| Carlos Samudio \| Team Sistecrédito \| + 4 s \| \| \| 4.º \| Jordan Parra \| Petrolike \| + 6 s \| \| \| 5.º \| Camilo Castro \| CM Team \| + 7 s \| \| \| 6.º \| Ignacio de Jesús Prado \| Canel's-ZeroUno \| + 8 s \| \| \| 7.º \| Nestor Rueda \| Néctar - Indeportes Cundinamarca \| + 8 s \| \| \| 8.º \| Fabián Stiven Cifuentes \| Construcciones Zea - El Faro Eléctrico \| + 8 s \| \| \| 9.º \| Miguel Luis Álvarez \| Petrolike \| + 9 s \| \| \| 10.º \| José Ramon Muñiz \| Petrolike \| + 9 s \| \| |                         |                                        |                 |
| |                         |                                        |                 |
| Fuente: ProCyclingStats |                         |                                        |                 |
| Clasificación general |                         |                                        |                 |
| Ciclista | Ciclista                | Equipo                                 | Tiempo          |
| 1.º | Luis Carlos Chía        | Supergiros-Alcaldía de Manizales       | 2 h 49 min 58 s |
| 2.º | Juan Alejandro Umba     | Indeportes Boyacá Avanza               | + 4 s           |
| 3.º | Carlos Samudio          | Team Sistecrédito                      | + 4 s           |
| 4.º | Jordan Parra            | Petrolike                              | + 6 s           |
| 5.º | Camilo Castro           | CM Team                                | + 7 s           |
| 6.º | Ignacio de Jesús Prado  | Canel's-ZeroUno                        | + 8 s           |
| 7.º | Nestor Rueda            | Néctar - Indeportes Cundinamarca       | + 8 s           |
| 8.º | Fabián Stiven Cifuentes | Construcciones Zea - El Faro Eléctrico | + 8 s           |
| 9.º | Miguel Luis Álvarez     | Petrolike                              | + 9 s           |
| 10.º | José Ramon Muñiz        | Petrolike                              | + 9 s           |

### 2.ª etapa
| Cartagena de Indias - Sincelejo | etapa escarpada | (176,7 km) |

| \| Clasificación de la etapa \| Clasificación de la etapa \| Clasificación de la etapa \| Clasificación de la etapa \| Clasificación de la etapa \| \| Ciclista \| Ciclista \| Equipo \| Tiempo \| \| \| ------------------------- \| ------------------------- \| ---------------------------------------- \| ------------------------- \| ------------------------- \| \| 1.º \| Nelson Soto Martínez \| Colombia Tierra de Atletas-GW Bicicletas \| 4 h 00 min 17 s \| \| \| 2.º \| Johan Colón \| Orgullo Paisa - Antioquia \| + 0 s \| \| \| 3.º \| Luis Carlos Chía \| Supergiros-Alcaldía de Manizales \| + 0 s \| \| \| 4.º \| Jordan Parra \| Petrolike \| + 0 s \| \| \| 5.º \| Yeison Reyes \| Team Medellín-EPM \| + 0 s \| \| \| 6.º \| Diego Ochoa \| EPM-Scott \| + 0 s \| \| \| 7.º \| Adrián Bustamante \| Team Sistecrédito \| + 0 s \| \| \| 8.º \| Juan Alejandro Umba \| Indeportes Boyacá Avanza \| + 0 s \| \| \| 9.º \| Byron Guamá \| Movistar-Best PC \| + 0 s \| \| \| 10.º \| Ignacio de Jesús Prado \| Canel's-ZeroUno \| + 0 s \| \| |                        |                                          |                 |
| |                        |                                          |                 |
| Fuente: ProCyclingStats |                        |                                          |                 |
| Clasificación de la etapa |                        |                                          |                 |
| Ciclista | Ciclista               | Equipo                                   | Tiempo          |
| 1.º | Nelson Soto Martínez   | Colombia Tierra de Atletas-GW Bicicletas | 4 h 00 min 17 s |
| 2.º | Johan Colón            | Orgullo Paisa - Antioquia                | + 0 s           |
| 3.º | Luis Carlos Chía       | Supergiros-Alcaldía de Manizales         | + 0 s           |
| 4.º | Jordan Parra           | Petrolike                                | + 0 s           |
| 5.º | Yeison Reyes           | Team Medellín-EPM                        | + 0 s           |
| 6.º | Diego Ochoa            | EPM-Scott                                | + 0 s           |
| 7.º | Adrián Bustamante      | Team Sistecrédito                        | + 0 s           |
| 8.º | Juan Alejandro Umba    | Indeportes Boyacá Avanza                 | + 0 s           |
| 9.º | Byron Guamá            | Movistar-Best PC                         | + 0 s           |
| 10.º | Ignacio de Jesús Prado | Canel's-ZeroUno                          | + 0 s           |

| \| Clasificación general \| Clasificación general \| Clasificación general \| Clasificación general \| Clasificación general \| \| Ciclista \| Ciclista \| Equipo \| Tiempo \| \| \| --------------------- \| --------------------- \| ---------------------------------------- \| --------------------- \| --------------------- \| \| 1.º \| Luis Carlos Chía \| Supergiros-Alcaldía de Manizales \| 6 h 50 min 11 s \| \| \| 2.º \| Nelson Soto Martínez \| Colombia Tierra de Atletas-GW Bicicletas \| + 4 s \| \| \| 3.º \| Juan Alejandro Umba \| Indeportes Boyacá Avanza \| + 8 s \| \| \| 4.º \| Johan Colón \| Orgullo Paisa - Antioquia \| + 8 s \| \| \| 5.º \| Carlos Samudio \| Team Sistecrédito \| + 8 s \| \| \| 6.º \| Nestor Rueda \| Néctar - Indeportes Cundinamarca \| + 9 s \| \| \| 7.º \| José Ramon Muñiz \| Petrolike \| + 9 s \| \| \| 8.º \| Jordan Parra \| Petrolike \| + 10 s \| \| \| 9.º \| Anuar David Castillo \| Ampro-Cerveza Andina \| + 10 s \| \| \| 10.º \| Luis Quiceno \| Team Cartagena-Liciclismo \| + 11 s \| \| |                      |                                          |                 |
| |                      |                                          |                 |
| Fuente: ProCyclingStats |                      |                                          |                 |
| Clasificación general |                      |                                          |                 |
| Ciclista | Ciclista             | Equipo                                   | Tiempo          |
| 1.º | Luis Carlos Chía     | Supergiros-Alcaldía de Manizales         | 6 h 50 min 11 s |
| 2.º | Nelson Soto Martínez | Colombia Tierra de Atletas-GW Bicicletas | + 4 s           |
| 3.º | Juan Alejandro Umba  | Indeportes Boyacá Avanza                 | + 8 s           |
| 4.º | Johan Colón          | Orgullo Paisa - Antioquia                | + 8 s           |
| 5.º | Carlos Samudio       | Team Sistecrédito                        | + 8 s           |
| 6.º | Nestor Rueda         | Néctar - Indeportes Cundinamarca         | + 9 s           |
| 7.º | José Ramon Muñiz     | Petrolike                                | + 9 s           |
| 8.º | Jordan Parra         | Petrolike                                | + 10 s          |
| 9.º | Anuar David Castillo | Ampro-Cerveza Andina                     | + 10 s          |
| 10.º | Luis Quiceno         | Team Cartagena-Liciclismo                | + 11 s          |

### 3.ª etapa
| Sincelejo - Montería | etapa llana | (116,9 km) |

| \| Clasificación de la etapa \| Clasificación de la etapa \| Clasificación de la etapa \| Clasificación de la etapa \| Clasificación de la etapa \| \| Ciclista \| Ciclista \| Equipo \| Tiempo \| \| \| ------------------------- \| ------------------------- \| ---------------------------------------- \| ------------------------- \| ------------------------- \| \| 1.º \| Luis Carlos Chía \| Supergiros-Alcaldía de Manizales \| 2 h 23 min 02 s \| \| \| 2.º \| Óscar Quiroz \| Colombia Tierra de Atletas-GW Bicicletas \| + 0 s \| \| \| 3.º \| Nelson Soto Martínez \| Colombia Tierra de Atletas-GW Bicicletas \| + 0 s \| \| \| 4.º \| Marvin Angarita \| CM Team \| + 0 s \| \| \| 5.º \| Johan Colón \| Orgullo Paisa - Antioquia \| + 0 s \| \| \| 6.º \| Aldemar Reyes Ortega \| Team Medellín-EPM \| + 0 s \| \| \| 7.º \| Edwin Patiño \| Indeportes Boyacá Avanza \| + 0 s \| \| \| 8.º \| Hernando Bohórquez \| EPM-Scott \| + 0 s \| \| \| 9.º \| Juan Esteban Martínez \| Team Sistecrédito \| + 0 s \| \| \| 10.º \| Carlos Alberto Gutiérrez \| Team Banco Guayaquil-Ecuador \| + 0 s \| \| |                          |                                          |                 |
| |                          |                                          |                 |
| Fuente: ProCyclingStats |                          |                                          |                 |
| Clasificación de la etapa |                          |                                          |                 |
| Ciclista | Ciclista                 | Equipo                                   | Tiempo          |
| 1.º | Luis Carlos Chía         | Supergiros-Alcaldía de Manizales         | 2 h 23 min 02 s |
| 2.º | Óscar Quiroz             | Colombia Tierra de Atletas-GW Bicicletas | + 0 s           |
| 3.º | Nelson Soto Martínez     | Colombia Tierra de Atletas-GW Bicicletas | + 0 s           |
| 4.º | Marvin Angarita          | CM Team                                  | + 0 s           |
| 5.º | Johan Colón              | Orgullo Paisa - Antioquia                | + 0 s           |
| 6.º | Aldemar Reyes Ortega     | Team Medellín-EPM                        | + 0 s           |
| 7.º | Edwin Patiño             | Indeportes Boyacá Avanza                 | + 0 s           |
| 8.º | Hernando Bohórquez       | EPM-Scott                                | + 0 s           |
| 9.º | Juan Esteban Martínez    | Team Sistecrédito                        | + 0 s           |
| 10.º | Carlos Alberto Gutiérrez | Team Banco Guayaquil-Ecuador             | + 0 s           |

| \| Clasificación general \| Clasificación general \| Clasificación general \| Clasificación general \| Clasificación general \| \| Ciclista \| Ciclista \| Equipo \| Tiempo \| \| \| --------------------- \| --------------------- \| ---------------------------------------- \| --------------------- \| --------------------- \| \| 1.º \| Luis Carlos Chía \| Supergiros-Alcaldía de Manizales \| 9 h 13 min 03 s \| \| \| 2.º \| Nelson Soto Martínez \| Colombia Tierra de Atletas-GW Bicicletas \| + 10 s \| \| \| 3.º \| Óscar Quiroz \| Colombia Tierra de Atletas-GW Bicicletas \| + 16 s \| \| \| 4.º \| Johan Colón \| Orgullo Paisa - Antioquia \| + 18 s \| \| \| 5.º \| Anuar David Castillo \| Ampro-Cerveza Andina \| + 18 s \| \| \| 6.º \| Carlos Samudio \| Team Sistecrédito \| + 18 s \| \| \| 7.º \| Jordan Parra \| Petrolike \| + 19 s \| \| \| 8.º \| Nestor Rueda \| Néctar - Indeportes Cundinamarca \| + 19 s \| \| \| 9.º \| Edgar Cadena \| Canel's-ZeroUno \| + 19 s \| \| \| 10.º \| José Ramon Muñiz \| Petrolike \| + 19 s \| \| |                      |                                          |                 |
| |                      |                                          |                 |
| Fuente: ProCyclingStats |                      |                                          |                 |
| Clasificación general |                      |                                          |                 |
| Ciclista | Ciclista             | Equipo                                   | Tiempo          |
| 1.º | Luis Carlos Chía     | Supergiros-Alcaldía de Manizales         | 9 h 13 min 03 s |
| 2.º | Nelson Soto Martínez | Colombia Tierra de Atletas-GW Bicicletas | + 10 s          |
| 3.º | Óscar Quiroz         | Colombia Tierra de Atletas-GW Bicicletas | + 16 s          |
| 4.º | Johan Colón          | Orgullo Paisa - Antioquia                | + 18 s          |
| 5.º | Anuar David Castillo | Ampro-Cerveza Andina                     | + 18 s          |
| 6.º | Carlos Samudio       | Team Sistecrédito                        | + 18 s          |
| 7.º | Jordan Parra         | Petrolike                                | + 19 s          |
| 8.º | Nestor Rueda         | Néctar - Indeportes Cundinamarca         | + 19 s          |
| 9.º | Edgar Cadena         | Canel's-ZeroUno                          | + 19 s          |
| 10.º | José Ramon Muñiz     | Petrolike                                | + 19 s          |

### 4.ª etapa
| Caucasia - Yarumal | etapa de montaña | (158,4 km) |

| \| Clasificación de la etapa \| Clasificación de la etapa \| Clasificación de la etapa \| Clasificación de la etapa \| Clasificación de la etapa \| \| Ciclista \| Ciclista \| Equipo \| Tiempo \| \| \| ------------------------- \| ------------------------- \| ---------------------------------------- \| ------------------------- \| ------------------------- \| \| 1.º \| Óscar Quiroz \| Colombia Tierra de Atletas-GW Bicicletas \| 4 h 30 min 13 s \| \| \| 2.º \| Cristian Rico \| Colombia Tierra de Atletas-GW Bicicletas \| + 15 s \| \| \| 3.º \| Yecid Sierra \| Néctar - Indeportes Cundinamarca \| + 43 s \| \| \| 4.º \| Hernando Bohórquez \| EPM-Scott \| + 49 s \| \| \| 5.º \| Rubén Acosta \| EBSA Empresa de Energía Boyacá \| + 57 s \| \| \| 6.º \| Marco Suesca \| Orgullo Paisa - Antioquia \| + 57 s \| \| \| 7.º \| Róbigzon Oyola \| Team Medellín-EPM \| + 1 min 59 s \| \| \| 8.º \| Bernardo Suaza \| Supergiros-Alcaldía de Manizales \| + 2 min 21 s \| \| \| 9.º \| José Ramon Muñiz \| Petrolike \| + 3 min 43 s \| \| \| 10.º \| Juan Felipe Osorio \| Orgullo Paisa - Antioquia \| + 4 min 33 s \| \| |                    |                                          |                 |
| |                    |                                          |                 |
| Fuente: ProCyclingStats |                    |                                          |                 |
| Clasificación de la etapa |                    |                                          |                 |
| Ciclista | Ciclista           | Equipo                                   | Tiempo          |
| 1.º | Óscar Quiroz       | Colombia Tierra de Atletas-GW Bicicletas | 4 h 30 min 13 s |
| 2.º | Cristian Rico      | Colombia Tierra de Atletas-GW Bicicletas | + 15 s          |
| 3.º | Yecid Sierra       | Néctar - Indeportes Cundinamarca         | + 43 s          |
| 4.º | Hernando Bohórquez | EPM-Scott                                | + 49 s          |
| 5.º | Rubén Acosta       | EBSA Empresa de Energía Boyacá           | + 57 s          |
| 6.º | Marco Suesca       | Orgullo Paisa - Antioquia                | + 57 s          |
| 7.º | Róbigzon Oyola     | Team Medellín-EPM                        | + 1 min 59 s    |
| 8.º | Bernardo Suaza     | Supergiros-Alcaldía de Manizales         | + 2 min 21 s    |
| 9.º | José Ramon Muñiz   | Petrolike                                | + 3 min 43 s    |
| 10.º | Juan Felipe Osorio | Orgullo Paisa - Antioquia                | + 4 min 33 s    |

| \| Clasificación general \| Clasificación general \| Clasificación general \| Clasificación general \| Clasificación general \| \| Ciclista \| Ciclista \| Equipo \| Tiempo \| \| \| --------------------- \| --------------------- \| ---------------------------------------- \| --------------------- \| --------------------- \| \| 1.º \| Óscar Quiroz \| Colombia Tierra de Atletas-GW Bicicletas \| 13 h 43 min 22 s \| \| \| 2.º \| Cristian Rico \| Colombia Tierra de Atletas-GW Bicicletas \| + 27 s \| \| \| 3.º \| Yecid Sierra \| Néctar - Indeportes Cundinamarca \| + 57 s \| \| \| 4.º \| Hernando Bohórquez \| EPM-Scott \| + 1 min 07 s \| \| \| 5.º \| Rubén Acosta \| EBSA Empresa de Energía Boyacá \| + 1 min 15 s \| \| \| 6.º \| Róbigzon Oyola \| Team Medellín-EPM \| + 2 min 16 s \| \| \| 7.º \| Bernardo Suaza \| Supergiros-Alcaldía de Manizales \| + 2 min 39 s \| \| \| 8.º \| José Ramon Muñiz \| Petrolike \| + 3 min 56 s \| \| \| 9.º \| Marco Suesca \| Orgullo Paisa - Antioquia \| + 4 min 23 s \| \| \| 10.º \| Juan Felipe Osorio \| Orgullo Paisa - Antioquia \| + 4 min 51 s \| \| |                    |                                          |                  |
| |                    |                                          |                  |
| Fuente: ProCyclingStats |                    |                                          |                  |
| Clasificación general |                    |                                          |                  |
| Ciclista | Ciclista           | Equipo                                   | Tiempo           |
| 1.º | Óscar Quiroz       | Colombia Tierra de Atletas-GW Bicicletas | 13 h 43 min 22 s |
| 2.º | Cristian Rico      | Colombia Tierra de Atletas-GW Bicicletas | + 27 s           |
| 3.º | Yecid Sierra       | Néctar - Indeportes Cundinamarca         | + 57 s           |
| 4.º | Hernando Bohórquez | EPM-Scott                                | + 1 min 07 s     |
| 5.º | Rubén Acosta       | EBSA Empresa de Energía Boyacá           | + 1 min 15 s     |
| 6.º | Róbigzon Oyola     | Team Medellín-EPM                        | + 2 min 16 s     |
| 7.º | Bernardo Suaza     | Supergiros-Alcaldía de Manizales         | + 2 min 39 s     |
| 8.º | José Ramon Muñiz   | Petrolike                                | + 3 min 56 s     |
| 9.º | Marco Suesca       | Orgullo Paisa - Antioquia                | + 4 min 23 s     |
| 10.º | Juan Felipe Osorio | Orgullo Paisa - Antioquia                | + 4 min 51 s     |

### 5.ª etapa
| Yarumal - La Unión | etapa de media montaña | (189,1 km) |

| \| Clasificación de la etapa \| Clasificación de la etapa \| Clasificación de la etapa \| Clasificación de la etapa \| Clasificación de la etapa \| \| Ciclista \| Ciclista \| Equipo \| Tiempo \| \| \| ------------------------- \| ------------------------- \| ---------------------------------------- \| ------------------------- \| ------------------------- \| \| 1.º \| Fabio Duarte \| Team Medellín-EPM \| 4 h 58 min 56 s \| \| \| 2.º \| Hernán Aguirre \| Team Sistecrédito \| + 24 s \| \| \| 3.º \| Rafael Stiven Pineda \| Colombia Tierra de Atletas-GW Bicicletas \| + 26 s \| \| \| 4.º \| Edinson Callejas \| Fundecom - Multirepuestos Bosa - Goci \| + 1 min 23 s \| \| \| 5.º \| Carlos Alberto Gutiérrez \| Team Banco Guayaquil-Ecuador \| + 1 min 31 s \| \| \| 6.º \| Nicolás Paredes \| Fundecom - Multirepuestos Bosa - Goci \| + 2 min 26 s \| \| \| 7.º \| Esneyder Báez \| Fundecom - Multirepuestos Bosa - Goci \| + 2 min 48 s \| \| \| 8.º \| Julián Cardona \| Team Sistecrédito \| + 4 min 04 s \| \| \| 9.º \| Brayan Sánchez \| Team Medellín-EPM \| + 4 min 23 s \| \| \| 10.º \| Dubán Bobadilla \| Nativos Payn \| + 5 min 18 s \| \| |                          |                                          |                 |
| |                          |                                          |                 |
| Fuente: ProCyclingStats |                          |                                          |                 |
| Clasificación de la etapa |                          |                                          |                 |
| Ciclista | Ciclista                 | Equipo                                   | Tiempo          |
| 1.º | Fabio Duarte             | Team Medellín-EPM                        | 4 h 58 min 56 s |
| 2.º | Hernán Aguirre           | Team Sistecrédito                        | + 24 s          |
| 3.º | Rafael Stiven Pineda     | Colombia Tierra de Atletas-GW Bicicletas | + 26 s          |
| 4.º | Edinson Callejas         | Fundecom - Multirepuestos Bosa - Goci    | + 1 min 23 s    |
| 5.º | Carlos Alberto Gutiérrez | Team Banco Guayaquil-Ecuador             | + 1 min 31 s    |
| 6.º | Nicolás Paredes          | Fundecom - Multirepuestos Bosa - Goci    | + 2 min 26 s    |
| 7.º | Esneyder Báez            | Fundecom - Multirepuestos Bosa - Goci    | + 2 min 48 s    |
| 8.º | Julián Cardona           | Team Sistecrédito                        | + 4 min 04 s    |
| 9.º | Brayan Sánchez           | Team Medellín-EPM                        | + 4 min 23 s    |
| 10.º | Dubán Bobadilla          | Nativos Payn                             | + 5 min 18 s    |

| \| Clasificación general \| Clasificación general \| Clasificación general \| Clasificación general \| Clasificación general \| \| Ciclista \| Ciclista \| Equipo \| Tiempo \| \| \| --------------------- \| --------------------- \| ---------------------------------------- \| --------------------- \| --------------------- \| \| 1.º \| Cristian Rico \| Colombia Tierra de Atletas-GW Bicicletas \| 18 h 50 min 42 s \| \| \| 2.º \| Yecid Sierra \| Néctar - Indeportes Cundinamarca \| + 30 s \| \| \| 3.º \| Hernando Bohórquez \| EPM-Scott \| + 40 s \| \| \| 4.º \| Rubén Acosta \| EBSA Empresa de Energía Boyacá \| + 48 s \| \| \| 5.º \| Róbigzon Oyola \| Team Medellín-EPM \| + 1 min 49 s \| \| \| 6.º \| Bernardo Suaza \| Supergiros-Alcaldía de Manizales \| + 2 min 32 s \| \| \| 7.º \| Marco Suesca \| Orgullo Paisa - Antioquia \| + 3 min 56 s \| \| \| 8.º \| Juan Felipe Osorio \| Orgullo Paisa - Antioquia \| + 4 min 24 s \| \| \| 9.º \| Óscar Quiroz \| Colombia Tierra de Atletas-GW Bicicletas \| + 4 min 48 s \| \| \| 10.º \| Camilo Andrés Robles \| Indeportes Tolima es Pasión \| + 6 min 15 s \| \| |                      |                                          |                  |
| |                      |                                          |                  |
| Fuente: ProCyclingStats |                      |                                          |                  |
| Clasificación general |                      |                                          |                  |
| Ciclista | Ciclista             | Equipo                                   | Tiempo           |
| 1.º | Cristian Rico        | Colombia Tierra de Atletas-GW Bicicletas | 18 h 50 min 42 s |
| 2.º | Yecid Sierra         | Néctar - Indeportes Cundinamarca         | + 30 s           |
| 3.º | Hernando Bohórquez   | EPM-Scott                                | + 40 s           |
| 4.º | Rubén Acosta         | EBSA Empresa de Energía Boyacá           | + 48 s           |
| 5.º | Róbigzon Oyola       | Team Medellín-EPM                        | + 1 min 49 s     |
| 6.º | Bernardo Suaza       | Supergiros-Alcaldía de Manizales         | + 2 min 32 s     |
| 7.º | Marco Suesca         | Orgullo Paisa - Antioquia                | + 3 min 56 s     |
| 8.º | Juan Felipe Osorio   | Orgullo Paisa - Antioquia                | + 4 min 24 s     |
| 9.º | Óscar Quiroz         | Colombia Tierra de Atletas-GW Bicicletas | + 4 min 48 s     |
| 10.º | Camilo Andrés Robles | Indeportes Tolima es Pasión              | + 6 min 15 s     |

### 6.ª etapa
| Rionegro - La Dorada | etapa escarpada | (202,6 km) |

| \| Clasificación de la etapa \| Clasificación de la etapa \| Clasificación de la etapa \| Clasificación de la etapa \| Clasificación de la etapa \| \| Ciclista \| Ciclista \| Equipo \| Tiempo \| \| \| ------------------------- \| ------------------------- \| ---------------------------------------- \| ------------------------- \| ------------------------- \| \| 1.º \| Juan Sossa \| Indeportes Boyacá Avanza \| 4 h 32 min 45 s \| \| \| 2.º \| José Canastuj \| Alcaldía de La Vega - 4WD - Deluxe \| + 0 s \| \| \| 3.º \| Alex Julajuj \| Alcaldía de La Vega - 4WD - Deluxe \| + 0 s \| \| \| 4.º \| Alexander Gil \| Orgullo Paisa - Antioquia \| + 0 s \| \| \| 5.º \| Javier Jamaica \| Team Medellín-EPM \| + 1 s \| \| \| 6.º \| Darwin Atapuma \| Colombia Tierra de Atletas-GW Bicicletas \| + 15 s \| \| \| 7.º \| Óscar Sevilla \| Team Medellín-EPM \| + 15 s \| \| \| 8.º \| Didier Chaparro \| Supergiros-Alcaldía de Manizales \| + 15 s \| \| \| 9.º \| Jhon Anderson Rodríguez \| EPM-Scott \| + 15 s \| \| \| 10.º \| Julián Cardona \| Team Sistecrédito \| + 23 s \| \| |                         |                                          |                 |
| |                         |                                          |                 |
| Fuente: ProCyclingStats |                         |                                          |                 |
| Clasificación de la etapa |                         |                                          |                 |
| Ciclista | Ciclista                | Equipo                                   | Tiempo          |
| 1.º | Juan Sossa              | Indeportes Boyacá Avanza                 | 4 h 32 min 45 s |
| 2.º | José Canastuj           | Alcaldía de La Vega - 4WD - Deluxe       | + 0 s           |
| 3.º | Alex Julajuj            | Alcaldía de La Vega - 4WD - Deluxe       | + 0 s           |
| 4.º | Alexander Gil           | Orgullo Paisa - Antioquia                | + 0 s           |
| 5.º | Javier Jamaica          | Team Medellín-EPM                        | + 1 s           |
| 6.º | Darwin Atapuma          | Colombia Tierra de Atletas-GW Bicicletas | + 15 s          |
| 7.º | Óscar Sevilla           | Team Medellín-EPM                        | + 15 s          |
| 8.º | Didier Chaparro         | Supergiros-Alcaldía de Manizales         | + 15 s          |
| 9.º | Jhon Anderson Rodríguez | EPM-Scott                                | + 15 s          |
| 10.º | Julián Cardona          | Team Sistecrédito                        | + 23 s          |

| \| Clasificación general \| Clasificación general \| Clasificación general \| Clasificación general \| Clasificación general \| \| Ciclista \| Ciclista \| Equipo \| Tiempo \| \| \| --------------------- \| ----------------------- \| ---------------------------------------- \| --------------------- \| --------------------- \| \| 1.º \| Cristian Rico \| Colombia Tierra de Atletas-GW Bicicletas \| 23 h 24 min 28 s \| \| \| 2.º \| Yecid Sierra \| Néctar - Indeportes Cundinamarca \| + 30 s \| \| \| 3.º \| Hernando Bohórquez \| EPM-Scott \| + 40 s \| \| \| 4.º \| Rubén Acosta \| EBSA Empresa de Energía Boyacá \| + 48 s \| \| \| 5.º \| Róbigzon Oyola \| Team Medellín-EPM \| + 2 min 09 s \| \| \| 6.º \| Bernardo Suaza \| Supergiros-Alcaldía de Manizales \| + 2 min 32 s \| \| \| 7.º \| Marco Suesca \| Orgullo Paisa - Antioquia \| + 3 min 56 s \| \| \| 8.º \| Juan Felipe Osorio \| Orgullo Paisa - Antioquia \| + 4 min 24 s \| \| \| 9.º \| Camilo Andrés Robles \| Indeportes Tolima es Pasión \| + 6 min 15 s \| \| \| 10.º \| Jhon Anderson Rodríguez \| EPM-Scott \| + 6 min 17 s \| \| |                         |                                          |                  |
| |                         |                                          |                  |
| Fuente: ProCyclingStats |                         |                                          |                  |
| Clasificación general |                         |                                          |                  |
| Ciclista | Ciclista                | Equipo                                   | Tiempo           |
| 1.º | Cristian Rico           | Colombia Tierra de Atletas-GW Bicicletas | 23 h 24 min 28 s |
| 2.º | Yecid Sierra            | Néctar - Indeportes Cundinamarca         | + 30 s           |
| 3.º | Hernando Bohórquez      | EPM-Scott                                | + 40 s           |
| 4.º | Rubén Acosta            | EBSA Empresa de Energía Boyacá           | + 48 s           |
| 5.º | Róbigzon Oyola          | Team Medellín-EPM                        | + 2 min 09 s     |
| 6.º | Bernardo Suaza          | Supergiros-Alcaldía de Manizales         | + 2 min 32 s     |
| 7.º | Marco Suesca            | Orgullo Paisa - Antioquia                | + 3 min 56 s     |
| 8.º | Juan Felipe Osorio      | Orgullo Paisa - Antioquia                | + 4 min 24 s     |
| 9.º | Camilo Andrés Robles    | Indeportes Tolima es Pasión              | + 6 min 15 s     |
| 10.º | Jhon Anderson Rodríguez | EPM-Scott                                | + 6 min 17 s     |

### 7.ª etapa
| Mariquita - Alto del Vino | etapa de montaña | (140,4 km) |

| \| Clasificación de la etapa \| Clasificación de la etapa \| Clasificación de la etapa \| Clasificación de la etapa \| Clasificación de la etapa \| \| Ciclista \| Ciclista \| Equipo \| Tiempo \| \| \| ------------------------- \| ------------------------- \| ---------------------------------------- \| ------------------------- \| ------------------------- \| \| 1.º \| Edgar Cadena \| Canel's-ZeroUno \| 4 h 24 min 25 s \| \| \| 2.º \| Wilson Peña Molano \| Colombia Tierra de Atletas-GW Bicicletas \| + 45 s \| \| \| 3.º \| Heiner Parra \| Canel's-ZeroUno \| + 1 min 05 s \| \| \| 4.º \| Robinson Chalapud \| Team Banco Guayaquil-Ecuador \| + 1 min 19 s \| \| \| 5.º \| Julián Cardona \| Team Sistecrédito \| + 1 min 21 s \| \| \| 6.º \| Alexander Gil \| Orgullo Paisa - Antioquia \| + 1 min 21 s \| \| \| 7.º \| Óscar Fernández \| Indeportes Boyacá Avanza \| + 3 min 45 s \| \| \| 8.º \| Jymmi Santiago Montenegro \| Movistar-Best PC \| + 4 min 08 s \| \| \| 9.º \| Dubán Bobadilla \| Nativos Payn \| + 5 min 01 s \| \| \| 10.º \| Fabio Duarte \| Team Medellín-EPM \| + 5 min 02 s \| \| |                           |                                          |                 |
| |                           |                                          |                 |
| Fuente: ProCyclingStats |                           |                                          |                 |
| Clasificación de la etapa |                           |                                          |                 |
| Ciclista | Ciclista                  | Equipo                                   | Tiempo          |
| 1.º | Edgar Cadena              | Canel's-ZeroUno                          | 4 h 24 min 25 s |
| 2.º | Wilson Peña Molano        | Colombia Tierra de Atletas-GW Bicicletas | + 45 s          |
| 3.º | Heiner Parra              | Canel's-ZeroUno                          | + 1 min 05 s    |
| 4.º | Robinson Chalapud         | Team Banco Guayaquil-Ecuador             | + 1 min 19 s    |
| 5.º | Julián Cardona            | Team Sistecrédito                        | + 1 min 21 s    |
| 6.º | Alexander Gil             | Orgullo Paisa - Antioquia                | + 1 min 21 s    |
| 7.º | Óscar Fernández           | Indeportes Boyacá Avanza                 | + 3 min 45 s    |
| 8.º | Jymmi Santiago Montenegro | Movistar-Best PC                         | + 4 min 08 s    |
| 9.º | Dubán Bobadilla           | Nativos Payn                             | + 5 min 01 s    |
| 10.º | Fabio Duarte              | Team Medellín-EPM                        | + 5 min 02 s    |

| \| Clasificación general \| Clasificación general \| Clasificación general \| Clasificación general \| Clasificación general \| \| Ciclista \| Ciclista \| Equipo \| Tiempo \| \| \| --------------------- \| --------------------- \| ---------------------------------------- \| --------------------- \| --------------------- \| \| 1.º \| Cristian Rico \| Colombia Tierra de Atletas-GW Bicicletas \| 27 h 58 min 46 s \| \| \| 2.º \| Hernando Bohórquez \| EPM-Scott \| + 29 s \| \| \| 3.º \| Julián Cardona \| Team Sistecrédito \| + 1 min 19 s \| \| \| 4.º \| Fabio Duarte \| Team Medellín-EPM \| + 1 min 30 s \| \| \| 5.º \| Bernardo Suaza \| Supergiros-Alcaldía de Manizales \| + 2 min 32 s \| \| \| 6.º \| Rubén Acosta \| EBSA Empresa de Energía Boyacá \| + 3 min 00 s \| \| \| 7.º \| Marco Suesca \| Orgullo Paisa - Antioquia \| + 3 min 21 s \| \| \| 8.º \| Alexander Gil \| Orgullo Paisa - Antioquia \| + 4 min 57 s \| \| \| 9.º \| Wilson Peña Molano \| Colombia Tierra de Atletas-GW Bicicletas \| + 5 min 16 s \| \| \| 10.º \| Yecid Sierra \| Néctar - Indeportes Cundinamarca \| + 5 min 16 s \| \| |                    |                                          |                  |
| |                    |                                          |                  |
| Fuente: ProCyclingStats |                    |                                          |                  |
| Clasificación general |                    |                                          |                  |
| Ciclista | Ciclista           | Equipo                                   | Tiempo           |
| 1.º | Cristian Rico      | Colombia Tierra de Atletas-GW Bicicletas | 27 h 58 min 46 s |
| 2.º | Hernando Bohórquez | EPM-Scott                                | + 29 s           |
| 3.º | Julián Cardona     | Team Sistecrédito                        | + 1 min 19 s     |
| 4.º | Fabio Duarte       | Team Medellín-EPM                        | + 1 min 30 s     |
| 5.º | Bernardo Suaza     | Supergiros-Alcaldía de Manizales         | + 2 min 32 s     |
| 6.º | Rubén Acosta       | EBSA Empresa de Energía Boyacá           | + 3 min 00 s     |
| 7.º | Marco Suesca       | Orgullo Paisa - Antioquia                | + 3 min 21 s     |
| 8.º | Alexander Gil      | Orgullo Paisa - Antioquia                | + 4 min 57 s     |
| 9.º | Wilson Peña Molano | Colombia Tierra de Atletas-GW Bicicletas | + 5 min 16 s     |
| 10.º | Yecid Sierra       | Néctar - Indeportes Cundinamarca         | + 5 min 16 s     |

### 8.ª etapa
| Sopó - Somondoco | etapa de media montaña | (96,3 km) |

| \| Clasificación de la etapa \| Clasificación de la etapa \| Clasificación de la etapa \| Clasificación de la etapa \| Clasificación de la etapa \| \| Ciclista \| Ciclista \| Equipo \| Tiempo \| \| \| ------------------------- \| ------------------------- \| ---------------------------------------- \| ------------------------- \| ------------------------- \| \| 1.º \| Aldemar Reyes Ortega \| Team Medellín-EPM \| 2 h 09 min 45 s \| \| \| 2.º \| Fabio Duarte \| Team Medellín-EPM \| + 0 s \| \| \| 3.º \| Alexander Gil \| Orgullo Paisa - Antioquia \| + 18 s \| \| \| 4.º \| Óscar Fernández \| Indeportes Boyacá Avanza \| + 39 s \| \| \| 5.º \| Robinson Chalapud \| Team Banco Guayaquil-Ecuador \| + 57 s \| \| \| 6.º \| Jymmi Santiago Montenegro \| Movistar-Best PC \| + 1 min 10 s \| \| \| 7.º \| Marco Suesca \| Orgullo Paisa - Antioquia \| + 1 min 18 s \| \| \| 8.º \| Wilson Peña Molano \| Colombia Tierra de Atletas-GW Bicicletas \| + 1 min 33 s \| \| \| 9.º \| Heiner Parra \| Canel's-ZeroUno \| + 1 min 43 s \| \| \| 10.º \| Bernardo Suaza \| Supergiros-Alcaldía de Manizales \| + 1 min 46 s \| \| |                           |                                          |                 |
| |                           |                                          |                 |
| Fuente: ProCyclingStats |                           |                                          |                 |
| Clasificación de la etapa |                           |                                          |                 |
| Ciclista | Ciclista                  | Equipo                                   | Tiempo          |
| 1.º | Aldemar Reyes Ortega      | Team Medellín-EPM                        | 2 h 09 min 45 s |
| 2.º | Fabio Duarte              | Team Medellín-EPM                        | + 0 s           |
| 3.º | Alexander Gil             | Orgullo Paisa - Antioquia                | + 18 s          |
| 4.º | Óscar Fernández           | Indeportes Boyacá Avanza                 | + 39 s          |
| 5.º | Robinson Chalapud         | Team Banco Guayaquil-Ecuador             | + 57 s          |
| 6.º | Jymmi Santiago Montenegro | Movistar-Best PC                         | + 1 min 10 s    |
| 7.º | Marco Suesca              | Orgullo Paisa - Antioquia                | + 1 min 18 s    |
| 8.º | Wilson Peña Molano        | Colombia Tierra de Atletas-GW Bicicletas | + 1 min 33 s    |
| 9.º | Heiner Parra              | Canel's-ZeroUno                          | + 1 min 43 s    |
| 10.º | Bernardo Suaza            | Supergiros-Alcaldía de Manizales         | + 1 min 46 s    |

| \| Clasificación general \| Clasificación general \| Clasificación general \| Clasificación general \| Clasificación general \| \| Ciclista \| Ciclista \| Equipo \| Tiempo \| \| \| --------------------- \| --------------------- \| ---------------------------------------- \| --------------------- \| --------------------- \| \| 1.º \| Fabio Duarte \| Team Medellín-EPM \| 30 h 09 min 55 s \| \| \| 2.º \| Hernando Bohórquez \| EPM-Scott \| + 59 s \| \| \| 3.º \| Bernardo Suaza \| Supergiros-Alcaldía de Manizales \| + 2 min 54 s \| \| \| 4.º \| Julián Cardona \| Team Sistecrédito \| + 2 min 59 s \| \| \| 5.º \| Marco Suesca \| Orgullo Paisa - Antioquia \| + 3 min 15 s \| \| \| 6.º \| Alexander Gil \| Orgullo Paisa - Antioquia \| + 3 min 47 s \| \| \| 7.º \| Cristian Rico \| Colombia Tierra de Atletas-GW Bicicletas \| + 4 min 11 s \| \| \| 8.º \| Rubén Acosta \| EBSA Empresa de Energía Boyacá \| + 5 min 10 s \| \| \| 9.º \| Wilson Peña Molano \| Colombia Tierra de Atletas-GW Bicicletas \| + 5 min 25 s \| \| \| 10.º \| Robinson Chalapud \| Team Banco Guayaquil-Ecuador \| + 5 min 29 s \| \| |                    |                                          |                  |
| |                    |                                          |                  |
| Fuente: ProCyclingStats |                    |                                          |                  |
| Clasificación general |                    |                                          |                  |
| Ciclista | Ciclista           | Equipo                                   | Tiempo           |
| 1.º | Fabio Duarte       | Team Medellín-EPM                        | 30 h 09 min 55 s |
| 2.º | Hernando Bohórquez | EPM-Scott                                | + 59 s           |
| 3.º | Bernardo Suaza     | Supergiros-Alcaldía de Manizales         | + 2 min 54 s     |
| 4.º | Julián Cardona     | Team Sistecrédito                        | + 2 min 59 s     |
| 5.º | Marco Suesca       | Orgullo Paisa - Antioquia                | + 3 min 15 s     |
| 6.º | Alexander Gil      | Orgullo Paisa - Antioquia                | + 3 min 47 s     |
| 7.º | Cristian Rico      | Colombia Tierra de Atletas-GW Bicicletas | + 4 min 11 s     |
| 8.º | Rubén Acosta       | EBSA Empresa de Energía Boyacá           | + 5 min 10 s     |
| 9.º | Wilson Peña Molano | Colombia Tierra de Atletas-GW Bicicletas | + 5 min 25 s     |
| 10.º | Robinson Chalapud  | Team Banco Guayaquil-Ecuador             | + 5 min 29 s     |

### 9.ª etapa
| Guateque - Santa Rosa de Viterbo | etapa de media montaña | (182,2 km) |

| \| Clasificación de la etapa \| Clasificación de la etapa \| Clasificación de la etapa \| Clasificación de la etapa \| Clasificación de la etapa \| \| Ciclista \| Ciclista \| Equipo \| Tiempo \| \| \| ------------------------- \| ------------------------- \| ---------------------------------------- \| ------------------------- \| ------------------------- \| \| 1.º \| Robinson Chalapud \| Team Banco Guayaquil-Ecuador \| 4 h 40 min 35 s \| \| \| 2.º \| Rafael Stiven Pineda \| Colombia Tierra de Atletas-GW Bicicletas \| + 0 s \| \| \| 3.º \| Dubán Bobadilla \| Nativos Payn \| + 0 s \| \| \| 4.º \| Adrián Bustamante \| Team Sistecrédito \| + 0 s \| \| \| 5.º \| Fabio Duarte \| Team Medellín-EPM \| + 0 s \| \| \| 6.º \| Aldemar Reyes Ortega \| Team Medellín-EPM \| + 0 s \| \| \| 7.º \| Heiner Parra \| Canel's-ZeroUno \| + 5 s \| \| \| 8.º \| Edinson Callejas \| Fundecom - Multirepuestos Bosa - Goci \| + 5 s \| \| \| 9.º \| Marco Suesca \| Orgullo Paisa - Antioquia \| + 5 s \| \| \| 10.º \| Alexander Gil \| Orgullo Paisa - Antioquia \| + 5 s \| \| |                      |                                          |                 |
| |                      |                                          |                 |
| Fuente: ProCyclingStats |                      |                                          |                 |
| Clasificación de la etapa |                      |                                          |                 |
| Ciclista | Ciclista             | Equipo                                   | Tiempo          |
| 1.º | Robinson Chalapud    | Team Banco Guayaquil-Ecuador             | 4 h 40 min 35 s |
| 2.º | Rafael Stiven Pineda | Colombia Tierra de Atletas-GW Bicicletas | + 0 s           |
| 3.º | Dubán Bobadilla      | Nativos Payn                             | + 0 s           |
| 4.º | Adrián Bustamante    | Team Sistecrédito                        | + 0 s           |
| 5.º | Fabio Duarte         | Team Medellín-EPM                        | + 0 s           |
| 6.º | Aldemar Reyes Ortega | Team Medellín-EPM                        | + 0 s           |
| 7.º | Heiner Parra         | Canel's-ZeroUno                          | + 5 s           |
| 8.º | Edinson Callejas     | Fundecom - Multirepuestos Bosa - Goci    | + 5 s           |
| 9.º | Marco Suesca         | Orgullo Paisa - Antioquia                | + 5 s           |
| 10.º | Alexander Gil        | Orgullo Paisa - Antioquia                | + 5 s           |

| \| Clasificación general \| Clasificación general \| Clasificación general \| Clasificación general \| Clasificación general \| \| Ciclista \| Ciclista \| Equipo \| Tiempo \| \| \| --------------------- \| --------------------- \| ---------------------------------------- \| --------------------- \| --------------------- \| \| 1.º \| Fabio Duarte \| Team Medellín-EPM \| 34 h 50 min 30 s \| \| \| 2.º \| Hernando Bohórquez \| EPM-Scott \| + 1 min 48 s \| \| \| 3.º \| Julián Cardona \| Team Sistecrédito \| + 3 min 10 s \| \| \| 4.º \| Marco Suesca \| Orgullo Paisa - Antioquia \| + 3 min 20 s \| \| \| 5.º \| Bernardo Suaza \| Supergiros-Alcaldía de Manizales \| + 3 min 43 s \| \| \| 6.º \| Alexander Gil \| Orgullo Paisa - Antioquia \| + 3 min 52 s \| \| \| 7.º \| Cristian Rico \| Colombia Tierra de Atletas-GW Bicicletas \| + 5 min 00 s \| \| \| 8.º \| Robinson Chalapud \| Team Banco Guayaquil-Ecuador \| + 5 min 19 s \| \| \| 9.º \| Wilson Peña Molano \| Colombia Tierra de Atletas-GW Bicicletas \| + 5 min 30 s \| \| \| 10.º \| Rubén Acosta \| EBSA Empresa de Energía Boyacá \| + 5 min 59 s \| \| |                    |                                          |                  |
| |                    |                                          |                  |
| Fuente: ProCyclingStats |                    |                                          |                  |
| Clasificación general |                    |                                          |                  |
| Ciclista | Ciclista           | Equipo                                   | Tiempo           |
| 1.º | Fabio Duarte       | Team Medellín-EPM                        | 34 h 50 min 30 s |
| 2.º | Hernando Bohórquez | EPM-Scott                                | + 1 min 48 s     |
| 3.º | Julián Cardona     | Team Sistecrédito                        | + 3 min 10 s     |
| 4.º | Marco Suesca       | Orgullo Paisa - Antioquia                | + 3 min 20 s     |
| 5.º | Bernardo Suaza     | Supergiros-Alcaldía de Manizales         | + 3 min 43 s     |
| 6.º | Alexander Gil      | Orgullo Paisa - Antioquia                | + 3 min 52 s     |
| 7.º | Cristian Rico      | Colombia Tierra de Atletas-GW Bicicletas | + 5 min 00 s     |
| 8.º | Robinson Chalapud  | Team Banco Guayaquil-Ecuador             | + 5 min 19 s     |
| 9.º | Wilson Peña Molano | Colombia Tierra de Atletas-GW Bicicletas | + 5 min 30 s     |
| 10.º | Rubén Acosta       | EBSA Empresa de Energía Boyacá           | + 5 min 59 s     |

### 10.ª etapa
| Paipa - Tunja | cronoescalada | (41,9 km) |

| \| Clasificación de la etapa \| Clasificación de la etapa \| Clasificación de la etapa \| Clasificación de la etapa \| Clasificación de la etapa \| \| Ciclista \| Ciclista \| Equipo \| Tiempo \| \| \| ------------------------- \| ------------------------- \| ---------------------------------------- \| ------------------------- \| ------------------------- \| \| 1.º \| Rodrigo Contreras \| EPM-Scott \| 1 h 01 min 03 s \| \| \| 2.º \| Fabio Duarte \| Team Medellín-EPM \| + 1 min 12 s \| \| \| 3.º \| Brayan Sánchez \| Team Medellín-EPM \| + 1 min 54 s \| \| \| 4.º \| Óscar Sevilla \| Team Medellín-EPM \| + 2 min 24 s \| \| \| 5.º \| Omar Mendoza \| Colombia Tierra de Atletas-GW Bicicletas \| + 2 min 48 s \| \| \| 6.º \| Juan Pablo Suárez \| EPM-Scott \| + 3 min 12 s \| \| \| 7.º \| Wilson Peña Molano \| Colombia Tierra de Atletas-GW Bicicletas \| + 3 min 24 s \| \| \| 8.º \| Alexis Quinteros \| Team Banco Guayaquil-Ecuador \| + 3 min 35 s \| \| \| 9.º \| Aldemar Reyes Ortega \| Team Medellín-EPM \| + 3 min 35 s \| \| \| 10.º \| Óscar Quiroz \| Colombia Tierra de Atletas-GW Bicicletas \| + 3 min 45 s \| \| |                      |                                          |                 |
| |                      |                                          |                 |
| Fuente: ProCyclingStats |                      |                                          |                 |
| Clasificación de la etapa |                      |                                          |                 |
| Ciclista | Ciclista             | Equipo                                   | Tiempo          |
| 1.º | Rodrigo Contreras    | EPM-Scott                                | 1 h 01 min 03 s |
| 2.º | Fabio Duarte         | Team Medellín-EPM                        | + 1 min 12 s    |
| 3.º | Brayan Sánchez       | Team Medellín-EPM                        | + 1 min 54 s    |
| 4.º | Óscar Sevilla        | Team Medellín-EPM                        | + 2 min 24 s    |
| 5.º | Omar Mendoza         | Colombia Tierra de Atletas-GW Bicicletas | + 2 min 48 s    |
| 6.º | Juan Pablo Suárez    | EPM-Scott                                | + 3 min 12 s    |
| 7.º | Wilson Peña Molano   | Colombia Tierra de Atletas-GW Bicicletas | + 3 min 24 s    |
| 8.º | Alexis Quinteros     | Team Banco Guayaquil-Ecuador             | + 3 min 35 s    |
| 9.º | Aldemar Reyes Ortega | Team Medellín-EPM                        | + 3 min 35 s    |
| 10.º | Óscar Quiroz         | Colombia Tierra de Atletas-GW Bicicletas | + 3 min 45 s    |

## Clasificaciones finales
Las clasificaciones finalizaron de la siguiente forma:

### Clasificación general
| \| Clasificación general \| Clasificación general \| Clasificación general \| Clasificación general \| Clasificación general \| \| Ciclista \| Ciclista \| Equipo \| Tiempo \| \| \| --------------------- \| --------------------- \| ---------------------------------------- \| --------------------- \| --------------------- \| \| 1.º \| Fabio Duarte \| Team Medellín-EPM \| 35 h 52 min 45 s \| \| \| 2.º \| Hernando Bohórquez \| EPM-Scott \| + 5 min 02 s \| \| \| 3.º \| Julián Cardona \| Team Sistecrédito \| + 6 min 13 s \| \| \| 4.º \| Wilson Peña Molano \| Colombia Tierra de Atletas-GW Bicicletas \| + 7 min 42 s \| \| \| 5.º \| Marco Suesca \| Orgullo Paisa - Antioquia \| + 8 min 20 s \| \| \| 6.º \| Alexander Gil \| Orgullo Paisa - Antioquia \| + 8 min 34 s \| \| \| 7.º \| Bernardo Suaza \| Supergiros-Alcaldía de Manizales \| + 8 min 44 s \| \| \| 8.º \| Robinson Chalapud \| Team Banco Guayaquil-Ecuador \| + 9 min 09 s \| \| \| 9.º \| Rodrigo Contreras \| EPM-Scott \| + 10 min 14 s \| \| \| 10.º \| Cristian Rico \| Colombia Tierra de Atletas-GW Bicicletas \| + 10 min 46 s \| \| |                    |                                          |                  |
| |                    |                                          |                  |
| Fuente: ProCyclingStats |                    |                                          |                  |
| Clasificación general |                    |                                          |                  |
| Ciclista | Ciclista           | Equipo                                   | Tiempo           |
| 1.º | Fabio Duarte       | Team Medellín-EPM                        | 35 h 52 min 45 s |
| 2.º | Hernando Bohórquez | EPM-Scott                                | + 5 min 02 s     |
| 3.º | Julián Cardona     | Team Sistecrédito                        | + 6 min 13 s     |
| 4.º | Wilson Peña Molano | Colombia Tierra de Atletas-GW Bicicletas | + 7 min 42 s     |
| 5.º | Marco Suesca       | Orgullo Paisa - Antioquia                | + 8 min 20 s     |
| 6.º | Alexander Gil      | Orgullo Paisa - Antioquia                | + 8 min 34 s     |
| 7.º | Bernardo Suaza     | Supergiros-Alcaldía de Manizales         | + 8 min 44 s     |
| 8.º | Robinson Chalapud  | Team Banco Guayaquil-Ecuador             | + 9 min 09 s     |
| 9.º | Rodrigo Contreras  | EPM-Scott                                | + 10 min 14 s    |
| 10.º | Cristian Rico      | Colombia Tierra de Atletas-GW Bicicletas | + 10 min 46 s    |

### Clasificación por puntos
| Clasificación por puntos | Clasificación por puntos | Clasificación por puntos                 | Clasificación por puntos | Clasificación por puntos |
| Ciclista                 | Ciclista                 | Equipo                                   | Puntos                   |                          |
| ------------------------ | ------------------------ | ---------------------------------------- | ------------------------ | ------------------------ |
| 1.º                      | Aldemar Reyes Ortega     | Team Medellín-EPM                        | 54 pts                   |                          |
| 2.º                      | Fabio Duarte             | Team Medellín-EPM                        | 47 pts                   |                          |
| 3.º                      | Nelson Soto Martínez     | Colombia Tierra de Atletas-GW Bicicletas | 40 pts                   |                          |
| 4.º                      | Óscar Fernández          | Indeportes Boyacá Avanza                 | 32 pts                   |                          |
| 5.º                      | Robinson Chalapud        | Team Banco Guayaquil-Ecuador             | 30 pts                   |                          |
| 6.º                      | Alexander Gil            | Orgullo Paisa - Antioquia                | 29 pts                   |                          |
| 7.º                      | Brayan Sánchez           | Team Medellín-EPM                        | 24 pts                   |                          |
| 8.º                      | Juan Alejandro Umba      | Indeportes Boyacá Avanza                 | 22 pts                   |                          |
| 9.º                      | Hernando Bohórquez       | EPM-Scott                                | 22 pts                   |                          |
| 10.º                     | Rafael Stiven Pineda     | Colombia Tierra de Atletas-GW Bicicletas | 22 pts                   |                          |

### Clasificación de la montaña
| Clasificación de la montaña | Clasificación de la montaña | Clasificación de la montaña              | Clasificación de la montaña | Clasificación de la montaña |
| Ciclista                    | Ciclista                    | Equipo                                   | Puntos                      |                             |
| --------------------------- | --------------------------- | ---------------------------------------- | --------------------------- | --------------------------- |
| 1.º                         | Jymmi Santiago Montenegro   | Movistar-Best PC                         | 42 pts                      |                             |
| 2.º                         | Edgar Cadena                | Canel's-ZeroUno                          | 31 pts                      |                             |
| 3.º                         | Nicolás Paredes             | Fundecom - Multirepuestos Bosa - Goci    | 27 pts                      |                             |
| 4.º                         | Yecid Sierra                | Néctar - Indeportes Cundinamarca         | 26 pts                      |                             |
| 5.º                         | Óscar Fernández             | Indeportes Boyacá Avanza                 | 24 pts                      |                             |
| 6.º                         | Cristian Rico               | Colombia Tierra de Atletas-GW Bicicletas | 20 pts                      |                             |
| 7.º                         | Wilson Peña Molano          | Colombia Tierra de Atletas-GW Bicicletas | 18 pts                      |                             |
| 8.º                         | Julián Cardona              | Team Sistecrédito                        | 17 pts                      |                             |
| 9.º                         | Hernán Aguirre              | Team Sistecrédito                        | 15 pts                      |                             |
| 10.º                        | Fabio Duarte                | Team Medellín-EPM                        | 15 pts                      |                             |

### Clasificación de las metas volantes
| Clasificación de las metas volantes | Clasificación de las metas volantes | Clasificación de las metas volantes      | Clasificación de las metas volantes | Clasificación de las metas volantes |
| Ciclista                            | Ciclista                            | Equipo                                   | Puntos                              |                                     |
| ----------------------------------- | ----------------------------------- | ---------------------------------------- | ----------------------------------- | ----------------------------------- |
| 1.º                                 | Óscar Fernández                     | Indeportes Boyacá Avanza                 | 19 pts                              |                                     |
| 2.º                                 | Robinson Ortega                     | EBSA Empresa de Energía Boyacá           | 9 pts                               |                                     |
| 3.º                                 | Nelson Soto Martínez                | Colombia Tierra de Atletas-GW Bicicletas | 9 pts                               |                                     |
| 4.º                                 | Aldemar Reyes Ortega                | Team Medellín-EPM                        | 9 pts                               |                                     |
| 5.º                                 | José Ramon Muñiz                    | Petrolike                                | 8 pts                               |                                     |
| 6.º                                 | Edgar Cadena                        | Canel's-ZeroUno                          | 5 pts                               |                                     |
| 7.º                                 | Julián Cardona                      | Team Sistecrédito                        | 4 pts                               |                                     |
| 8.º                                 | Alexis Quinteros                    | Team Banco Guayaquil-Ecuador             | 3 pts                               |                                     |
| 9.º                                 | Juan Sossa                          | Indeportes Boyacá Avanza                 | 3 pts                               |                                     |
| 10.º                                | William Cerquera                    | Indeportes Tolima es Pasión              | 3 pts                               |                                     |

### Clasificación sub-23
| Clasificación sub-23 | Clasificación sub-23 | Clasificación sub-23                     | Clasificación sub-23 | Clasificación sub-23 |
| Ciclista             | Ciclista             | Equipo                                   | Tiempo               |                      |
| -------------------- | -------------------- | ---------------------------------------- | -------------------- | -------------------- |
| 1.º                  | Cristian Rico        | Colombia Tierra de Atletas-GW Bicicletas | 36 h 03 min 31 s     |                      |
| 2.º                  | Edgar Cadena         | Canel's-ZeroUno                          | + 3 min 10 s         |                      |
| 3.º                  | Edinson Callejas     | Fundecom - Multirepuestos Bosa - Goci    | + 11 min 06 s        |                      |
| 4.º                  | Óscar Fernández      | Indeportes Boyacá Avanza                 | + 13 min 51 s        |                      |
| 5.º                  | Camilo Andrés Robles | Indeportes Tolima es Pasión              | + 26 min 18 s        |                      |
| 6.º                  | José Ramon Muñiz     | Petrolike                                | + 27 min 04 s        |                      |
| 7.º                  | Marlon Diagama       | Indeportes Boyacá Avanza                 | + 36 min 22 s        |                      |
| 8.º                  | José Misael Urián    | Indeportes Boyacá Avanza                 | + 42 min 46 s        |                      |
| 9.º                  | Segundo Omar Pira    | EBSA Empresa de Energía Boyacá           | + 54 min 27 s        |                      |
| 10.º                 | César David Guavita  | Team Cartagena-Liciclismo                | + 1 h 01 min 46 s    |                      |

### Clasificación por equipos
| Clasificación por equipos | Clasificación por equipos                | Clasificación por equipos | Clasificación por equipos |
| Equipo                    | Equipo                                   | Tiempo                    |                           |
| ------------------------- | ---------------------------------------- | ------------------------- | ------------------------- |
| 1.º                       | Team Medellín-EPM                        | 107 h 41 min 22 s         |                           |
| 2.º                       | Colombia Tierra de Atletas-GW Bicicletas | + 4 min 13 s              |                           |
| 3.º                       | EPM-Scott                                | + 23 min 08 s             |                           |
| 4.º                       | Team Sistecrédito                        | + 35 min 49 s             |                           |
| 5.º                       | Orgullo Paisa - Antioquia                | + 39 min 20 s             |                           |
| 6.º                       | Team Banco Guayaquil-Ecuador             | + 53 min 47 s             |                           |
| 7.º                       | Fundecom - Multirepuestos Bosa - Goci    | + 1 h 11 min 07 s         |                           |
| 8.º                       | EBSA Empresa de Energía Boyacá           | + 1 h 11 min 08 s         |                           |
| 9.º                       | Supergiros-Alcaldía de Manizales         | + 1 h 15 min 55 s         |                           |
| 10.º                      | Indeportes Boyacá Avanza                 | + 1 h 36 min 06 s         |                           |

## Evolución de las clasificaciones
| Etapa                   | Vencedor                | Clasificación general | Clasificación por puntos | Clasificación de la montaña | Clasificación sprint especial | Clasificación de los jóvenes | Clasificación por equipos                |
| ----------------------- | ----------------------- | --------------------- | ------------------------ | --------------------------- | ----------------------------- | ---------------------------- | ---------------------------------------- |
| 1.ª                     | Luis Carlos Chía        | Luis Carlos Chía      | Luis Carlos Chía         | Marvin Angarita             | Carlos Samudio                | Juan Alejandro Umba          | Medellín-EPM                             |
| 2.ª                     | Nelson Soto             | Luis Carlos Chía      | Luis Carlos Chía         | Marco Tulio Suesca          | Carlos Samudio                | Juan Alejandro Umba          | EPM-Scott                                |
| 3.ª                     | Luis Carlos Chía        | Luis Carlos Chía      | Luis Carlos Chía         | Marco Tulio Suesca          | Carlos Samudio                | Anuar Castillo               | EPM-Scott                                |
| 4.ª                     | Óscar Quiroz            | Óscar Quiroz          | Luis Carlos Chía         | Yecid Sierra                | Carlos Samudio                | Cristian David Rico          | Colombia Tierra de Atletas-GW Bicicletas |
| 5.ª                     | Fabio Duarte            | Cristian David Rico   | Nelson Soto              | Yecid Sierra                | Óscar Fernández               | Cristian David Rico          | Colombia Tierra de Atletas-GW Bicicletas |
| 6.ª                     | Juan Sossa              | Cristian David Rico   | Nelson Soto              | Yecid Sierra                | Óscar Fernández               | Cristian David Rico          | Colombia Tierra de Atletas-GW Bicicletas |
| 7.ª                     | Édgar Cadena            | Cristian David Rico   | Nelson Soto              | Nicolás Paredes             | Óscar Fernández               | Cristian David Rico          | Colombia Tierra de Atletas-GW Bicicletas |
| 8.ª                     | Aldemar Reyes           | Fabio Duarte          | Aldemar Reyes            | Santiago Montenegro         | Óscar Fernández               | Cristian David Rico          | Medellín-EPM                             |
| 9.ª                     | Robinson Chalapud       | Fabio Duarte          | Aldemar Reyes            | Santiago Montenegro         | Óscar Fernández               | Cristian David Rico          | Colombia Tierra de Atletas-GW Bicicletas |
| 10.ª                    | Rodrigo Contreras       | Fabio Duarte          | Aldemar Reyes            | Santiago Montenegro         | Óscar Fernández               | Cristian David Rico          | Medellín-EPM                             |
| Clasificaciones finales | Clasificaciones finales | Fabio Duarte          | Aldemar Reyes            | Santiago Montenegro         | Óscar Fernández               | Cristian David Rico          | Medellín-EPM                             |

## UCI America Tour
La Vuelta a Colombia otorgó puntos para el UCI America Tour y el UCI World Ranking para corredores de los equipos en las categorías UCI ProTeam y Continental. Las siguientes tablas muestran el baremo de puntuación y los 10 corredores que obtuvieron más puntos:
| Posición              | 1.º | 2.º | 3.º | 4.º | 5.º | 6.º | 7.º | 8.º | 9.º | 10.º |
| Clasificación general | 40  | 30  | 25  | 20  | 15  | 10  | 5   | 3   | 3   | 3    |
| Por etapa             | 7   | 3   | 1   |     |     |     |     |     |     |      |
| Líder                 | 1   |     |     |     |     |     |     |     |     |      |

| Clasificación |                    |                                  |         |       |       |       |
| Posición      | Ciclista           | Equipo                           | General | Etapa | Líder | Total |
| ------------- | ------------------ | -------------------------------- | ------- | ----- | ----- | ----- |
| 1.º           | Fabio Duarte       | Medellín                         | 40      | 13    | 2     | 55    |
| 2.º           | Hernando Bohórquez | EPM-Scott                        | 30      |       |       | 30    |
| 3.º           | Julián Cardona     | Sistecredito-GW                  | 25      |       |       | 25    |
| 4.º           | Wilson Peña Molano | Colombia Tierra de Atletas-GW    | 20      | 3     |       | 23    |
| 5.º           | Luis Carlos Chía   | Supergiros-Alcaldía de Manizales |         | 15    | 3     | 18    |
| 6.º           | Marco Suesca       | IDEA-Indeportes Antioquia        | 15      |       |       | 15    |
| 7.º           | Alexander Gil      | IDEA-Indeportes Antioquia        | 10      | 1     |       | 11    |
| 8.º           | Óscar Quiroz       | Colombia Tierra de Atletas-GW    |         | 10    | 1     | 11    |
| 9.º           | Robinson Chalapud  | Team Banco Guayaquil             | 3       | 7     |       | 10    |
| 10.º          | Rodrigo Contreras  | EPM-Scott                        | 3       | 7     |       | 10    |